# Фрімонт (округ Салліван, Нью-Йорк)
Фрімонт (англ. Fremont) — місто (англ. town) в США, в окрузі Салліван штату Нью-Йорк. Населення — 1161 особа (2020).

## Демографія
Згідно з переписом 2010 року, у місті мешкала 1381 особа в 607 домогосподарствах у складі 377 родин. Було 1323 помешкання
Расовий склад населення:
| - 93,7 % — білих - 2,3 % — чорних або афроамериканців - 0,9 % — азіатів - 0,2 % — вихідців з тихоокеанських островів - 0,1 % — корінних американців |

До двох чи більше рас належало 1,9 %. Частка іспаномовних становила 3,5 % від усіх жителів.
За віковим діапазоном населення розподілялося таким чином: 19,2 % — особи молодші 18 років, 60,2 % — особи у віці 18—64 років, 20,6 % — особи у віці 65 років та старші. Медіана віку мешканця становила 46,7 року. На 100 осіб жіночої статі у місті припадало 106,4 чоловіків;  на 100 жінок у віці від 18 років та старших — 102,5 чоловіків також старших 18 років.
Середній дохід на одне домашнє господарство  становив 69 317 доларів США (медіана — 56 042), а середній дохід на одну сім'ю — 88 168 доларів (медіана — 75 227). Медіана доходів становила 51 143 долари для чоловіків та 53 558 доларів для жінок. За межею бідності перебувало 9,0 % осіб, у тому числі 0,0 % дітей у віці до 18 років та 11,7 % осіб у віці 65 років та старших.
Цивільне працевлаштоване населення становило 493 особи. Основні галузі зайнятості: публічна адміністрація — 19,3 %, освіта, охорона здоров'я та соціальна допомога — 17,8 %, науковці, спеціалісти, менеджери — 12,0 %, мистецтво, розваги та відпочинок — 11,4 %.